# カスケーズ
カスケーズ (The Cascades)はアメリカ合衆国のバンド。『悲しき雨音』のヒットで知られる。

## 解説
アメリカ海軍工作艦ジェイソンの乗組員ジョン・ガモーが、同乗するレニー・グリーンとデイブ・ウィルソンのバンド「The Silver Strands」のマネージャーとなったのち、共にステージ活動を行う。この時期佐世保に寄港している。除隊後「The Thundernotes」が結成され、ドナ・レコードから1961年にデビューする。レニー・グリーンがソロ活動のため脱退。エディ・スナイダーが加入しバンド名を「カスケーズ」に改名、1962年にヴァリアント・レコードから『悲しいわけは（There's A Reason）』 でデビューする。
1962年11月に発売した『悲しき雨音』が翌年3月に全米3位を記録し、日本でも大ヒットする。